# Харламов мост
Харла́мов мост — автодорожный железобетонный арочный мост через канал Грибоедова в Адмиралтейском районе Санкт-Петербурга, соединяет Казанский и Спасский острова. 

## Расположение
Расположен по оси проспекта Римского-Корсакова. В находящемся рядом с мостом доме Ва́лька (наб. канала Грибоедова, 104/25) поселился после приезда в Петербург в 1816 году А. С. Грибоедов. Многие исследователи творчества Ф. М. Достоевского считают, что именно этот дом послужил прототипом дома старушки-процентщицы в романе «Преступление и наказание».
Выше по течению находится Львиный мост, ниже — Ново-Никольский мост.
Ближайшая станция метрополитена (900 м) — «Садовая».

## Название
Название известно с 1764 года и произошло от фамилии домовладельца статского секретаря Е. С. Харламова. 13 апреля 1934 года (по другим данным — в 1927 году) мост был переименован в Комсомольский, историческое название возвращено 4 октября 1991 года.

## История
К 1753 году на этом месте существовал деревянный балочный мост. В 1780 году мост стал деревянным однопролётным подкосной системы на каменных опорах, облицованных гранитом. Мост неоднократно ремонтировался в дереве. В 1905 году пролётное строение моста было заменено новым, с сохранением прежней конструкции, технический надзор строительных работ осуществлял архитектор К. В. Бальди. В 1918 году мост отремонтирован, ширина была увеличена до 11 м.
В 1934 году в связи с предполагаемой прокладкой трамвайных путей мост был перестроен в однопролётный железобетонный арочный. Проект был разработан в 1932—1933 годах в тресте Лендорхоз инженерами М. И. Ждановым, А. Д. Саперштейн (при консультации профессора Г. П. Передерия) и архитектором К. М. Дмитриевым.
В 1978 году гранитный поребрик, отделяющий тротуар от проезжей части, был заменён на повышенный железобетонный парапет. В 2005 году на железобетонном ограждении установлена металлическая обшивка с заполнением бетоном. 

## Конструкция

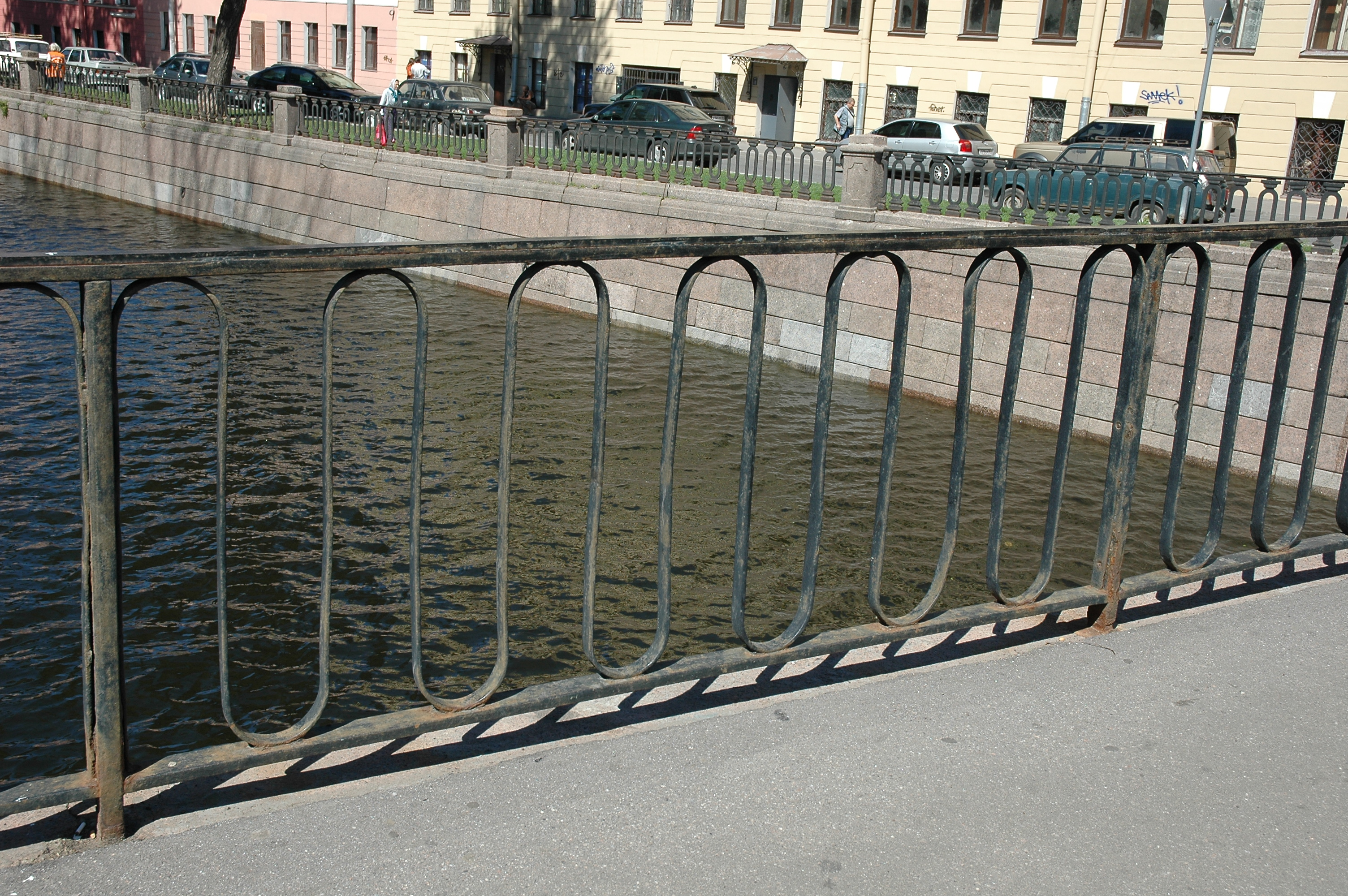
Ограждение Харламова моста

Мост однопролётный арочный со сплошным железобетонным бесшарнирным сводом. Ось свода очерчена по параболе. Расчетный пролёт свода 16,6 м, стрела подъёма свода 1,950 (f/l=1/8,5). Толщина свода переменная от 320 мм в замке до 400 мм в пяте. По конструкции схож с Ново-Никольским мостом, расположенным ниже по течению. Опоры моста из монолитного железобетона на свайном основании (деревянные сваи), облицованы гранитными плитами. Опоры выдвинуты из линии набережной в русло и сопрягаются с ними плавными кривыми. Мост косой в плане, угол косины составляет 108°37'. Длина моста — 16,9 (32,3) м, ширина — 22,5 м.
Мост предназначен для движения автотранспорта и пешеходов. Проезжая часть моста включает в себя 4 полосы для движения автотранспорта. Покрытие проезжей части и тротуаров — асфальтобетон. На участках сопряжения с набережными тротуар вымощен гранитными плитами. Тротуары отделены от проезжей части парапетными железобетонными ограждениями в металлической рубашке. Перильное ограждение металлическое, простого рисунка, завершается на устоях гранитным парапетом.